# Deutsch-dominicanische Beziehungen
Die Deutsch-dominicanischen Beziehungen sind das zwischenstaatliche Verhältnis zwischen Deutschland und Dominica. Von Auswärtigen Amt wird das Verhältnis beider Staaten als "freundschaftlich, aber wenig ausgeprägt" beschrieben.  Zuständig für die diplomatischen Beziehungen mit dem Land ist die deutsche Botschaft in Port of Spain (Trinidad und Tobago). Vonseiten der Dominicaner ist die dominicanische Botschaft in London mit der Pflege der Beziehungen zu Deutschland betraut.
Es gibt nur relativ wenig historisch dokumentierte Kontakte zwischen Dominica und Deutschland. Nach der Unabhängigkeit Dominicas vom Vereinigten Königreich 1978 wurden schließlich 1980 diplomatische Beziehungen zur BRD aufgenommen. Beziehungen zur DDR bestanden dagegen nie. 1986 wurde ein bilaterales Abkommen zum Schutz und zur Förderung von Investitionen zwischen beiden Ländern unterzeichnet. Wichtige multilaterale Abkommen, welche die gegenseitigen Beziehungen betreffen, wurden außerdem zwischen der EU und dem CARIFORUM und mit den AKP-Staaten abgeschlossen. Nach dem Hurrikan „Erika“ von 2015, der die Insel verwüstete, wurde das Deutsche Rote Kreuz auf der Insel aktiv. Nach dem Hurrikan Maria (2017) leistete Deutschland erneut humanitäre Hilfe.
Die wirtschaftlichen Kontakte zwischen den beiden Staaten blieben bislang begrenzt. Eine gewisse wirtschaftliche Bedeutung kommt jedoch dem Tourismus zu, da deutsche Reisende gelegentlich Dominica besuchen. 2024 lagen die deutschen Warenexporte nach Dominica bei 1,0 Millionen Euro und die Importe aus dem Land bei 0,7 Millionen Euro. In der Rangliste der deutschen Handelspartner nahm Dominica damit Rang 205 und einen der hintersten Plätze ein.